# Korea Music Power控股公司
Korea Music Power控股公司（簡稱：KMP Holdings）於2010年3月18日在韓國正式成立。由YG Entertainment、JYP Entertainment、SM Entertainment、Star Empire Entertainment、CJ Medialine Entertainment、Ken Entertainment與Music Factory等七間娛樂公司共同出資設立的公司。未來將致力於整合出資公司的資源，以因應現今影音技術不斷突破，投入新概念音樂服務、廣播節目製作、數位音樂流通等相關領域。。

## 資料來源
1. ↑  음악제작 7개사 손잡았다 （页面存档备份，存于）
2. ↑  . allkpop. 2010-05-18. （原始内容存档于2012-08-27） （英语）.